# 长寿沙田柚
长寿沙田柚（學名：Citrus maxima），是由广西沙田柚演变而來的品種。

## 命名典故
在清代长寿区（原为长寿县）有一个人在广西当县令，他因为感觉沙田柚好吃就带回长寿老家种植。此柚在长寿区栽培时间已有长达120多年的历史。长寿区现已全区覆盖此柚。长寿区从2009年已经成功申请注册了长寿沙田柚地理商标。“长寿沙田柚原于沙田优于沙田”原中国农科院院士曾冕教授对长寿沙田柚做出高度评价。长寿沙田柚已被评为：中华名果、重庆特产、中国国际农业博览会名牌产品等称号。主要品种有：古老钱、菊花心、车爪圈、赖格宝、沙榛等品种。其他国家和地区的柚子不叫长寿沙田柚（因为重庆市长寿区生产种植的才叫长寿沙田柚，长寿区整个行政区内有标志注册商标）

## 形态特征
长寿沙田柚的叶为长椭圆形或长卵圆形，翼叶则为心脏形。长寿沙田柚果实为葫芦形，表面黄色、橙色为多，果面光泽有凹点，一般有刺激性气味，果皮有的相对较厚，而有的相对较薄，用刀即可剥离，用手相当费尽。长寿沙田柚比广西沙田柚要小些，平均每个柚子重仅750g左右，但是果皮比广西沙田柚薄1.47厘米，种子也要少70粒。长寿沙田柚的果汁率和可食率分别比广西沙田柚高24.6%和7.3%。至今全国已有60多个县市来长寿区引种。
长寿沙田柚生长迅速，2年生长嫁接苗高达1米以上，发芽力成枝力普遍较强，年抽需要梢3次，果树的幼树生长普遍较直立，一般4至5年试花结柚，8至10年盛柚，在盛果期只需要抽发一次春梢而不要抽发夏梢，偶尔需要抽一点秋梢。
长寿沙田柚普遍在年均气温17.6摄氏度至18.2摄氏度，年雨量990至1140毫米，每年日照1164.0至1333.4小时，极端最低气温-3.8摄氏度的川东、川南、川中、川北的河谷、平坝、丘陵地带，海拔在于180至674米，土壤一般需要沙溪庙组、遂宁组、蓬莱镇组，厚度达到40至70厘米，氢离子浓度指数为6.5至8.3，有机质含量为百分之一左右的地方均能正常生长结果，而且会品质优良。

## 栽培技术
栽培长寿沙田柚在其背路与梯面之间挖一条宽30厘米左右，一条15至20厘米的背沟，以防水土流失。在沿梯面定植线挖一条宽约1米、深约80厘米的沟，分层压入绿肥或渣肥等有机物体。

## 物种价值
柚子的果皮可制作酱、蜜钱、菜等；果核而且是药品，它还能提炼出工业用油；柚椽是提炼芳香油的原料。
长寿沙田柚1985年和1989年被中国农业部评为中国优质水果，并名列沙田柚系列的前茅。长寿沙田柚曾经多次被中国柚类科研生产协作组评比为金杯奖。1996年长寿县（现为长寿区）人民政府决定：长寿沙田柚作为长寿“九五”计划和2010年发展规划；让广大长寿区农民参与种植长寿沙田柚0.7万百米，将年产量达8.25万吨，产值约33000万元，将为长寿实现财政收入5.3倍。